# Maciej Kaliski
Maciej Kazimierz Kaliski (ur. 2 marca 1947 w Olsztynie) – polski nauczyciel akademicki, inżynier, profesor nauk technicznych, w latach 2011–2012 podsekretarz stanu w Ministerstwie Gospodarki.

## Życiorys
Absolwent Wydziału Wiertniczo-Naftowego Akademii Górniczo-Hutniczej im. Stanisława Staszica w Krakowie (1970). Doktorat obronił w 1975 na tym samym wydziale, zaś w 1990 uzyskał stopień doktora habilitowanego nauk technicznych w zakresie górnictwa i geologii inżynierskiej na Wydziale Górnictwa i Geologii Politechniki Śląskiej (na podstawie rozprawy zatytułowanej Obrotowo-udarowe wiercenie otworów strzałowych wiertarkami ręcznymi). W 2007 otrzymał tytuł profesora nauk technicznych. Jest autorem lub współautorem około 200 publikacji naukowych z zakresu techniki, technologii oraz ekonomiki i bezpieczeństwa sektora naftowego. Specjalizuje się w zagadnieniach związanych z inżynierią naftową i gazowniczą oraz wiertnictwem.
Maciej Kaliski od zakończenia studiów pracuje zawodowo na Wydziale Wiertnictwa, Nafty i Gazu krakowskiej AGH, gdzie doszedł do stanowisk profesorskich. Został też zastępcą kierownika Katedry Inżynierii Gazowniczej. W latach 1980–1985 był docentem na Politechnice Algierskiej oraz wykładowcą w Instytucie Nauk o Ziemi na Uniwersytecie w Algierze. Od 1989 do 2004 pracował również dla grupy kapitałowej CBR.
Od 2008 kierował Departamentem Ropy i Gazu w Ministerstwie Gospodarki. 15 czerwca 2011 został mianowany przez premiera Donalda Tuska podsekretarzem stanu w Ministerstwie Gospodarki, odpowiedzialnym za sektor energetyczno-paliwowy i górnictwo. 31 stycznia 2012 został odwołany z tego stanowiska. Został również przewodniczącym rady nadzorczej Kompanii Węglowej oraz dyrektorem Departamentu Górnictwa w Ministerstwie Gospodarki. Pełnił te funkcje do 2015.
W wyborach parlamentarnych w 2011 bez powodzenia kandydował z ramienia Polskiego Stronnictwa Ludowego do Sejmu w okręgu krakowskim. 19 października 2024 stanął na czele partii Unia Polskich Ugrupowań Monarchistycznych, obejmując funkcję jej regenta.

## Odznaczenia
Odznaczony Krzyżem Kawalerskim Orderu Odrodzenia Polski (2000).